# Gilberto Pogliano
Gilberto Pogliano (ur. 2 lutego 1908 w Turynie; zm. 12 lipca 2002 w Turynie) – włoski piłkarz, grający na pozycji napastnika.

## Kariera piłkarska
W 1929 rozpoczął karierę piłkarską w drużynie Cuneo. W sezonie 1930/31 bronił barw Juventusu, z którym zdobył mistrzostwo Włoch. Potem do 1940 roku grał w klubach Catania, Parma, Cremonese, ponownie Parma, Varese, Acqui i La Chivasso.

## Sukcesy i odznaczenia

### Sukcesy klubowe
Juventus
- mistrz Włoch (1x): 1931/32

Parma
- mistrz Prima Divisione: 1933/34 (gr. D)

Cremonese
- mistrz Serie C: 1935/36 (gr. B)